# Leandro Arpinati
Leandro Arpinati (* 29. Februar 1892 in Civitella di Romagna; † 22. April 1945 in Argelato) war ein italienischer faschistischer Politiker und Sportfunktionär. Nach einem innerparteilichen Streit verschwand er 1933 aus dem politischen und öffentlichen Leben.

## Leben
Arpinati war nach der Schule zunächst Eisenbahner und Journalist. Er arbeitete mit seinem Freund Benito Mussolini für die sozialistische Zeitung La lotta di classe. In der Sozialistischen Partei gehörte er dem individual-anarchistischen Flügel an. Während des Ersten Weltkrieges arbeitete für die italienische Eisenbahn. 1919 trat er in die Faschistische Partei ein und gründete die Ortsgruppe in Mailand. Arpinati gründete die Fasci di combattimento Bologna (die zweite faschistische Kampfgruppe in Italien überhaupt) und beteiligte sich an den Straßenkämpfen in Bologna und nahm am Marsch auf Rom teil.
In der Folge war er von 1921 bis 1929 für Bologna und von 1931 bis 1934 für die Emilia-Romagna Mitglied des italienischen Parlaments, er wurde der stellvertretende Generalsekretär der Partito Nazionale Fascista (PNF) und 1926 Oberbürgermeister von Bologna. 1929 wechselte er nach Rom und wurde Staatssekretär des Innenministeriums (1929–1933). Zudem wurde er Präsident des Olympischen Komitees (CONI) und des Italienischen Fußballverbandes. Hier war er so erfolgreich, dass dies die erfolgreichste Zeit des italienischen Sports wurde. Die „Mussolini Boys“ waren Zweite hinter den USA bei den Olympischen Sommerspielen 1932 und Italien gewann die Fußball-Weltmeisterschaft 1934 im eigenen Land sowie die Fußball-Weltmeisterschaft 1938 in Frankreich aufgrund der von ihm geleisteten Vorarbeit. Die Nazi-Regierung übernahm nach 1933 viele der Elemente des italienischen Staatssports. 1926 intervenierte er in der Vergabe der italienischen Fußballmeisterschaft, da in Folge eines Korruptionsskandals der Meister AC Turin die Meisterschaft aberkannt bekam, ohne dass ein neuer Meister proklamiert wurde, denn es waren zu viele Vereine in den Skandal involviert.
Im Rahmen von Säuberungsaktionen von Linken wurde Arpinati schon 1930 beschuldigt, ein Attentat auf Mussolini geplant zu haben. Nach einem Streit mit Parteisekretär Achille Starace trat er 1933 von allen seinen Ämtern zurück und zog sich auch vollständig aus der Politik zurück. Am 26. Juli 1934 wurde er verhaftet und anschließend für zwei Jahre auf die Insel Lipari verbannt. Anschließend wurde er auf seinem Landsitz nahe Bologna unter einen immer wieder verlängerten Hausarrest gestellt. Nach dem 8. September 1943 weigerte sich Arpinati, der persönlichen Einladung Mussolinis zu folgen und ein Amt in der faschistischen Italienischen Sozialrepublik zu übernehmen. Am 22. April 1945 wurde er einen Tag nach der Befreiung Bolognas im Zuge der alliierten Frühjahrsoffensive von Angehörigen des kommunistischen Zweiges der Resistenza standrechtlich erschossen.